# Kimberly Elise
Kimberly Elise (Mineápolis, 17 de abril de 1967) es una actriz de cine y televisión. Es conocida por su papel en películas como Set It Off, Beloved, John Q, Diary of a Mad Black Woman y For Colored Girls.

## Vida personal
Elise nació como Kimberly Elise Trammel en Minneapolis, Minnesota, hija de Erma Jean, maestra, y Marvin Trammel. Tiene tres hermanos. Elise estudió cine y actuación en la Universidad de Minnesota. Estuvo casada con Maurice Oldham desde 1989 hasta 2005; tienen dos hijos, Ajableu Oldham y Butterfly Oldham.

## Filmografía
- Set It Off (1996)
- The Ditchdigger's Daughters (1997)
- Beloved (1998)
- The Loretta Claiborne Story (2000)
- Bait (2000)
- Bojangles (2001)
- John Q (2002)
- Woman Thou Art Loosed (2004)
- The Manchurian Candidate (2004)
- Diary of a Mad Black Woman (2005)
- Pride (2007)
- The Great Debaters (2007)
- Gifted Hands: The Ben Carson Story (2009)
- For Colored Girls (2010)
- The Marriage Lover (2013)
- Back to School Mom (2015)
- Almost Christmas (2016)
- Death Wish (2018)

## Televisión
- Newton's Apple (1995)
- In the House (1995)
- The Twilight (2003)
- Girlfriends (2003) (2 episodios)
- Soul Food (2002-2003)
- Close to Home (2005-2007)
- Private Practice (2007) (1 episodio)
- Masters of Science Fiction (2007)
- Grey's Anatomy (2009)
- Gossip Girl (2011-2012)